# Ophelia profunda
Ophelia profunda är en ringmaskart som beskrevs av Hartman 1965. Ophelia profunda ingår i släktet Ophelia och familjen Opheliidae. Inga underarter finns listade i Catalogue of Life.